# استفانی رووتی
استفانی رووتی (انگلیسی: Stephanie Rovetti؛ زادهٔ ۲ اکتبر ۱۹۹۱)  بازیکن زن راگبی ۷ نفره اهل ایالات متحده آمریکا است.